# ویتناگمونت

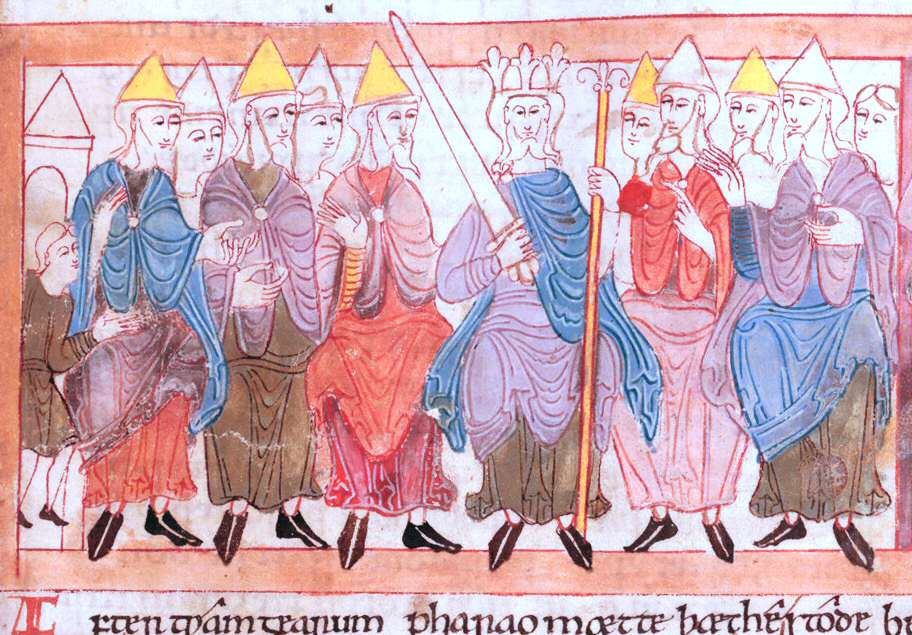
یک پادشاه آنگلوساکسون به همراه مشاورانش در انجمن ویتان

ویتناگمونت یا انجمن ویتان (انگلیسی: Witenagemot - انگلیسی باستان: witena ġemōt) در تاریخ انگلستان انجمن ملی با حضور شاه، اسقف‌ها، بلندپایگان و اعضای شورای شهر بوده است. ویتان به معنای مردان خردمند است که در دوران آنگلوساکسون‌ها به‌طور ویژه رایزنان شاه یا اعضای انجمن وی بودند که قانونگذاری در دست آنان بود.

## تاریخچه
در میانه سده ششم و دهم میلادی در انگلستان به کسی که به پادشاه آنگلوساکسون مشاوره می‌داد ویتان یا مرد خردمند می‌گفتند. وظیفه اصلی ویتان این بود که هنگامی که پادشاه مطلب خاصی را با او در میان می‌گذارد به او مشاوره و پاسخ دهد. ویتان مشاوره خود را در مکانی به نام ویتناگمونت یا انجمن مردان خردمند می‌داد. این انجمن پیشگام پارلمان انگلستان شد.
هنگامی که پادشاه دیدگاه آنها را دربارهٔ موضوعی جویا می‌شد، آنها دیدگاه خود را به شاه بازگو می‌کردند. آنها سفارش‌هایی دربارهٔ زمین‌های وابسته به کلیسا یا دارایی‌های عوام به شاه می‌دادند و به او کمک می‌کردند در برابر شورشیان یا افراد مظنون و بدخواه تصمیم درستی بگیرد و قوانین به روز شده یا فرمان‌های تازه‌ای صادر کند. زمان برگذاری این انجمن به دلخواه پادشاه بود. به‌طور معمول در ویتناگمونت بلندپایگان و اسقف‌ها حضور داشتند. آن مفهوم انجمن همگانی را نداشت و چیزی شبیه به کمون‌ها در دوران پادشاهان آنگلو-نورمن را داشت که بعدها جایگزین ویتناگمونت شد.